# Жестокая ночь
«Жесто́кая ночь» (англ. Violent Night) — американский рождественский боевик в жанре чёрной комедии режиссёра Томми Вирколы и сценаристов Пэта Кейси и Джоша Миллера. Главные роли исполнили Дэвид Харбор, Джон Легуизамо, Кэм Жиганде, Алекс Хэсселл, Алексис Лодер, Эди Паттерсон и Беверли Д’Анджело.
Мировая премьера «Жестокой ночи» состоялась 7 октября 2022 года на New York Comic Con, а в прокат США фильм будет выпущен 2 декабря того же года компанией Universal Pictures.

## Синопсис
Когда в канун Рождества группа наёмников берёт в заложники богатую семью, на помощь приходит Санта-Клаус.

## Актёрский состав
- Дэвид Харбор — Санта-Клаус
- Джон Легуизамо — Бен, лидер группировки наёмников.
- Кэм Жиганде — Морган Лайтстоун
- Алекс Хэсселл — Скайлер Лайтстоун, один из взрослых детей Гертруды.
- Алексис Лодер[англ.] — Марджи Мэттьюс, жена Скайлера, вынужденная провести праздники дома, чтобы их дочь смогла насладиться Рождеством.
- Леа Брэди — Труди Лайтстоун, дочь Скайлера и Марджи[3][4]
- Эди Паттерсон[англ.] — Альва
- Брендан Флетчер — Крампус
- Беверли Д’Анджело — Гертруда Лайтстоун, глава семьи, заведующая семейной фирмой и заставляющая своих детей сражаться за любовь.
- Андре Эриксен[англ.]

## Производство
В марте 2020 года компания Universal Pictures объявила о приобретении оригинального сценария у Пэта Кэйси и Джоша Миллера, на основе которого студия 87North Productions снимет полнометражный фильм. В ноябре 2021 года Дэвид Харбор получил главную роль, а на должность режиссёра был назначен Томми Виркола. В начале 2022 года роли в фильме получили Джон Легуизамо, Беверли Д’Анджело, Алексис Лодер, Эди Паттерсон, Кэм Жиганде и Андре Эриксен. Съёмки прошли с января по март 2022 года в Виннипеге.

## Премьера
Мировая премьера «Жестокой ночи» состоялась 7 октября 2022 года на New York Comic Con, а в прокат США фильм будет выпущен 2 декабря того же года компанией Universal Pictures.

## Сиквел
В ноябре 2022 года Харбор упомянул о том, что во время производства «Жестокой ночи» были обсуждения появления миссис Клаус в возможном сиквеле. Актёр выразил желание увидеть Шарлиз Терон в этой роли.
В декабре 2022 года Виркола подтвердил, что были обсуждения между ним и писателями. Они вели дискуссии о сюжете с миссис Клаус, Северном Полюсе и о фабрики с эльфами. Режиссёр отметил, что претворение в жизни этих идей зависит от успеха текущего фильма. Позже в этом же месяце, продюсер Келли Маккормик подтвердил, что создатели текущий картины займутся работой над сиквелом через несколько недель.
В январе 2023 года работа над сиквелом была подтверждена.